# Lankascincus
Lankascincus är ett släkte av ödlor som ingår i familjen skinkar.
Arter enligt Catalogue of Life:
- Lankascincus deignani
- Lankascincus deraniyagalae
- Lankascincus fallax
- Lankascincus gansi
- Lankascincus taprobanensis
- Lankascincus taylori